# Ребрішоара
Ребрішоара (рум. Rebrișoara) — село у повіті Бистриця-Несеуд в Румунії. Адміністративний центр комуни Ребрішоара.
Село розташоване на відстані 341 км на північ від Бухареста, 17 км на північ від Бистриці, 85 км на північний схід від Клуж-Напоки.

## Населення
За даними перепису населення 2002 року у селі проживали 3336 осіб.
Національний склад населення села:
| Національність | Кількість осіб | Відсоток |
| -------------- | -------------- | -------- |
| румуни         | 3320           | 99,5%    |
| цигани         | 12             | 0,4%     |

Рідною мовою назвали:
| Мова      | Кількість осіб | Відсоток |
| --------- | -------------- | -------- |
| румунська | 3322           | 99,6%    |
| циганська | 12             | 0,4%     |